# 이학렬
이학렬(李鶴烈, 1952년 5월 8일 ~ )은 대한민국의 정치인이다. 제39·40·41대 경남 고성군수를 역임했다. 광일초등학교(폐교), 고성동중학교, 고성종합고등학교, 해군사관학교(29기), 서울대학교 공과대학 금속공학과, 서울대학교 대학원 공학 석사, 미국 텍사스 주립대학교 대학원 공학 박사 과정을 졸업하였다.

## 역대 선거 결과
|  | 13.68% |

|  | 38.54% |

|  | 48.62% |

|  | 51.45% |